# کندساز
کندساز یک عامل شیمیایی است که می‌تواند واکنش‌های شیمیایی را به تأخیر بیندازد. برای نمونه از کندسازکننده‌ها در آهسته کردن سخت شدگی موادی با ویژگی‌های پلاستیکی مانند دیوار خشک، بتن و چسب استفاده می‌شود.